# John Cooke (calciatore)
John Cooke (Salford, 25 aprile 1962) è un ex calciatore inglese, di ruolo centrocampista.

## Biografia
Suo figlio Jay Turner-Cooke è stato a sua volta un calciatore professionista.

## Caratteristiche tecniche
Era un'ala destra.

## Carriera

### Club
Dopo aver giocato nelle giovanili del Sunderland ha esordito tra i professionisti nella stagione 1979-1980, nella quale con una rete in 4 presenze nella seconda divisione inglese ha contribuito alla promozione in prima divisione dei Black Cats, con i quali nella stagione 1980-1981 ha poi esordito in prima divisione; ha in particolare giocato la sua prima partita in questo torneo il 18 ottobre 1980, scendendo in campo da titolare nell'incontro pareggiato per 2-2 sul campo dell'Arsenal. Nel prosieguo della stagione ha poi giocato ulteriori 16 partite di campionato, segnandovi un unico gol (quello del definitivo 2-0 nella vittoria casalinga per 2-0 contro il Manchester City il 12 novembre 1980). Nel biennio seguente ha continuato a giocare con buona regolarità (10 presenze ed una rete nella stagione 1981-1982 e 14 presenze ed una rete nella stagione 1982-1983), mentre dal 1983 al 1985 (anno in cui il club è retrocesso in seconda divisione) pur restando in squadra è sceso in campo con minor frequenza (4 e 6  presenze in prima divisione nelle stagioni 1983-1984 e 1984-1985). Nella stagione 1984-1985 ha inoltre trascorso un periodo in prestito al Carlisle Utd, con cui ha segnato un gol in 6 presenze in seconda divisione. Ha poi iniziato la stagione 1985-1986 allo Sheffield Weds, altro club di seconda divisione, con cui Cooke non è però mai sceso in campo in incontri di campionato, restandovi in effetti tesserato solo per un breve periodo prima di far ritorno (questa volta a titolo definitivo) al Carlisle United. La sua permanenza ai Cumbrians si è in questa occasione protratta per tre anni, i primi due caratterizzati da altrettante retrocessioni (dalla seconda alla quarta divisione, categoria in cui ha poi giocato durante la stagione 1987-1988), per un totale di 106 presenze ed 11 reti in incontri di campionato; dal 1988 al 1990 ha invece segnato 7 reti in 58 partite in quarta divisione con lo Stockport County. Dopo un ulteriore biennio sempre in quarta divisione (53 presenze e 8 reti) ma con la maglia del Chesterfield, Cooke è poi andato a chiudere la carriera ai semiprofessionisti del Gateshead.
In carriera ha totalizzato complessivamente 278 presenze e 32 reti nei campionati della Football League.
Dopo il ritiro è tornato al Sunderland, con cui dal 1994 al 2020 ha lavorato come kit manager.

### Nazionale
Nel 1981 ha partecipato ai Mondiali Under-20, giocandovi 3 partite, 2 delle quali da titolare, e segnando anche una rete (quella del momentaneo 2-2 nella partita dei quarti di finale poi vinta per 4-2 contro l'Egitto).